# نهير ماكواري
نهير ماكواري (بالإنجليزية: Macquarie Rivulet)، هو نهر يقع في ولاية نيو ساوث ويلز، أستراليا، ويبلغ طوله 23 كيلومترًا. ينبع النهر بالقرب من قرية روبرتسون في نيو ساوث ويلز، ويصب في الحافة الشرقية لهضبة المرتفعات الجنوبية، ويعد جزءًا من جرف إيلاوارا. يتدفق النهر من خلال السكك الحديدية في ألبيون بارك (Albion)، ثم يمر بشكل غير مباشر عبر بحيرة إيلاوارا قبل أن يصب في المحيط الهادئ.  
يرتفع نهير ماكواري داخل منتزه ممر ماكواري الوطني على المنحدرات الشرقية لجرف إيلاوارا (Illawarra)، ويمر عبر الحافة الشرقية لهضبة المرتفعات الجنوبية.  
تتجمع منابع النهر  على بعد حوالي 4 كيلومترات (2.5 ميل) شمال شرق مدينة روبرتسون، وشمال ممر ماكواري. يتدفق النهر عمومًا  باتجاه الشرق إلى الشمال قبل أن يصل إلى مصبه داخل بحيرة إيلاوارا.  